# Großsteingrab in der Kunkenvenne
Das Großsteingrab in der Kunkenvenne, auch Großsteingrab von Thuine genannt (Sprockhoff-Nr. 874), ist eine Megalithanlage der Trichterbecherkultur (TBK) die zwischen 3500 und 2800 v. Chr. entstand. Es liegt in einem Wald, etwa einen Kilometer nordöstlich des Ortes Thuine im Landkreis Emsland in Niedersachsen. Neolithische Monumente sind Ausdruck der Kultur und Ideologie neolithischer Gesellschaften. Ihre Entstehung und Funktion gelten als Kennzeichen der sozialen Entwicklung.

## Beschreibung
Ungewöhnlich ist die annähernd ovale Einfassung, aus zwei gut erhaltenen konzentrischen Steinkränzen, die die 26,5 Meter lange und bis zu 4,4 Meter breite trapezoide Kammer eng umschließen. Viele Tragsteine der Ost-West orientierten Kammer sind vorhanden, die meisten in situ. Von den ehemals 17 Decksteinen fehlen vermutlich drei, allerdings sind viele zwischen die Tragsteine verstürzt. Ein kurzer Zugang führt in der Mitte der Südseite in die Kammer. Der innere etwa 29 Meter lange und maximal sechs Meter breite Kranz besteht aus 60 Steinen, die deutlich kleiner sind als die 51 Steine des etwa 33 Meter langen und acht Meter breiten äußeren Kranzes.
Anfang des 19. Jahrhunderts soll das Ganggrab von französischen Offizieren durchwühlt worden sein. 1820 grub der Graf zu Münster in der Anlage und fand einige Steingeräte, Bernsteinperlen und tiefstichverzierte Gefäße der emsländischen Gruppe bzw. deren Scherben. Weitere Scherben, Holzkohle und menschliche Knochen grub Hans Müller-Brauel im Jahre 1878 aus.
Die Anlage liegt an der Straße der Megalithkultur.